# 에드먼드 클라우니
에드먼드 클리우니(Edmund Prosper Clowney, 1917년 7월 30일 - 2005년 3월 20일)는 미국의 신학자, 교육자, 목회자이다. 미국 웨스트민스터 신학교에서 총장을 역임하였다.

## 어린 시절 및 교육
미국 펜실베니아주 필라델피아에서 출생한 클라우니는 1939년 휘튼 대학에서 학사를 1942년 웨스트민스터 신학교에서 석사를 1942년 예일 대학교에서 Th.M. 그리고 1966년 휘튼 대학교에서 신학박사(Doctor of Divinity)를 받았다.

## 목회
클리우니는 정통장로교회에서 안수를 받고, 1942년부터 1946년까지 코네팃커트와 뉴저지의 교회 목회를 했다. 웨스트민스터 신학교는 그를 1952년 실천 신학 조교수로 초청했다. 1966년에 그는 최초로 그는 신학교의 총장이었으며 1984년까지 버지니아주 샬로츠빌 (Charlottesville)에 있는 트리니티 장로교 (Trinity Presbyterian Church) (미국 장로교의 일부) 교회의 소속 신학자가 되었다. 1990년에 그는 캘리포니아의 에스콘디도에 있는 분교 웨스트민스터 신학교에 있었고,  트리니티 장로교 (Trinity Presbyterian Church)로 돌아와서 2005년 사망할 때까지 그 교회에 있었다.

## 출판물
- Preaching and Biblical Theology (ISBN 0-87552-145-2)
- Called to the Ministry (ISBN 0-87552-144-4)
- Christian Meditation (ISBN 1-57383-227-8)
- Doctrine of the Church
- The Message of I Peter: The Way of the Cross (The Bible Speaks Series, ISBN 0-8308-1227-X)
- The Unfolding Mystery: Discovering Christ in the Old Testament (ISBN 0-87552-174-6)
- Preaching Christ in All of Scripture (ISBN 1-58134-452-X)
- The Church (Contours of Christian Theology, ISBN 0-8308-1534-1)
- How Jesus Transforms the Ten Commandments (ISBN 978-1-59638-036-3)

## 같이 보기
- 기독교 신학자 목록